# Tepetzingo, Tenancingo
Tepetzingo är en ort i Mexiko.   Den ligger i kommunen Tenancingo och delstaten Mexiko, i den sydöstra delen av landet, 70 km sydväst om huvudstaden Mexico City. Tepetzingo ligger 2 089 meter över havet och antalet invånare är 2 503.
Terrängen runt Tepetzingo är kuperad, och sluttar söderut. Runt Tepetzingo är det tätbefolkat, med 427 invånare per kvadratkilometer. Närmaste större samhälle är Tenancingo de Degollado, 3,5 km nordost om Tepetzingo. I omgivningarna runt Tepetzingo växer huvudsakligen savannskog.